# Cadmi(II) oxide
Cadmi(II) oxide là một hợp chất vô cơ có công thức hóa học CdO. Nó là một trong những tiền chất chính của các hợp chất cadmi khác. Nó kết tinh trong mạng tinh thể lập phương như natri chloride, với các trung tâm cation và anion bát diện. Nó xuất hiện trong tự nhiên dưới dạng monteponit, một khoáng chất hiếm. Cadmi(II) oxide có thể được tìm thấy dưới dạng bột vô định hình không màu hoặc ở dạng tinh thể màu nâu hoặc đỏ. Cadmi(II) oxide là chất bán dẫn loại n có độ rộng dải là 2,18 eV (2,31 eV) ở nhiệt độ phòng (298 K).

## Sản xuất và cấu trúc
Vì các hợp chất cadmi thường được tìm thấy cùng với quặng kẽm, nên cadmi(II) oxide là sản phẩm phụ phổ biến của quá trình luyện kẽm. Nó được tạo ra bằng cách đốt nóng cadmi trong không khí. Nhiệt phân các hợp chất cadmi khác, chẳng hạn như nitrat hoặc cacbonat, cũng tạo ra oxide này. Khi tinh khiết, nó có màu đỏ, nhưng CdO thường có nhiều màu khác nhau do xu hướng hình thành cấu trúc biến dạng bởi các chỗ trống anion. Cadmi(II) oxide được điều chế thương mại bằng cách oxy hóa hơi cadmi trong không khí.

## Sử dụng
Cadmi(II) oxide được sử dụng trong bể mạ cadmi, điện cực cho pin lưu trữ, muối cadmi, chất xúc tác, men gốm, phosphor và nematocide. Các ứng dụng chính của cadmi(II) oxide là một thành phần cho bể mạ điện, thiết bị quang điện tử và trong các chất màu.

### Dây dẫn trong suốt
CdO được sử dụng làm vật liệu dẫn điện trong suốt, được chế tạo thành màng dẫn điện trong suốt từ năm 1907 bởi Karl Baedeker. Cadmi(II) oxide ở dạng màng mỏng đã được sử dụng trong các ứng dụng như diode quang, bán dẫn quang, chất quang điện, điện cực trong suốt, tinh thể lỏng, máy dò hồng ngoại và lớp phủ chống phản xạ. Các hạt CdO cỡ miChromiet chịu sự kích thích của dải băng tần khi tiếp xúc với ánh sáng UV-A và cũng có tính chọn lọc trong quá trình phân hủy phenol bằng ánh sáng.

### Mạ cadmi
Hầu hết quá trình mạ điện thương mại của cadmi được thực hiện bằng cách lắng đọng điện từ bể cyanide. Các bể chứa cyanide này bao gồm cadmi(II) oxide và natri cyanide trong nước, có thể tạo thành cadmi(II) cyanide và natri hydroxide. Một công thức điển hình là 32 g/L cadmi(II) oxide và 75 g/L natri cyanide. Nồng độ cadmi có thể thay đổi tới 50%. Chất tăng trắng thường được thêm vào bể và quá trình mạ được thực hiện ở nhiệt độ phòng với cực dương cadmi có độ tinh khiết cao.

## Khả năng phản ứng
CdO là một oxide base và do đó có thể phản ứng với acid để tạo ra các dung dịch Cd(H2O)62+. Khi xử lý bằng các dung dịch kiềm mạnh, Cd(OH)2−
4 được tạo ra. Một lớp cadmi(II) oxide mỏng hình thành trên bề mặt của cadmi trong không khí ẩm ở nhiệt độ phòng. Cadmi cũng sẽ bị oxy hóa ở nhiệt độ phòng để tạo thành CdO. Hơi cadmi và hơi nước sẽ tạo thành CdO và hydro trong một phản ứng thuận nghịch.